# Paratia

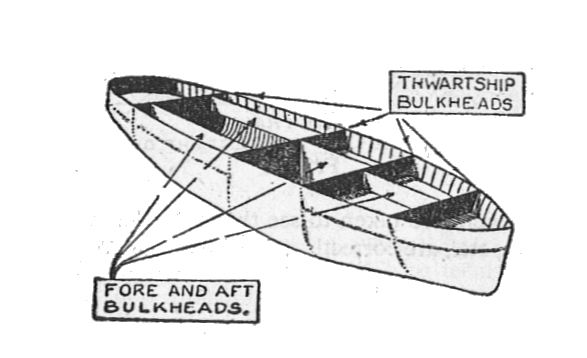
Compartimentazione stagna di una nave.

La paratia nella nautica è uno degli elementi verticali di uno scafo, i quali possono essere isolanti ai fluidi allo scopo di realizzare una compartimentazione stagna.

## Descrizione
Le paratie possono essere sia trasversali che longitudinali, e generalmente sono contraddistinte da numeri. La prima paratia trasversale anteriore è detta paratia di collisione, mentre l'ultima paratia trasversale posteriore paratia di poppa o paratia del pressatrecce.
Si parla di paratia stagna, quando questa non presenta aperture di nessun tipo oppure quando la stessa è munita di porta stagna e di passaggi a paratia stagni, per impedire il dilagare di acqua o gas nello scafo.
Solitamente, per impedire il fenomeno del cross-flooding, le tubazioni che passano una paratia stagna hanno una valvola di chiusura prima e dopo la paratia in modo da poter sezionare l'impianto in caso di danneggiamento del tubo.
Paratie sono presenti anche in aeronautica, chiudendo la sezione cilindrica della fusoliera alle due estremità e così permettendo la pressurizzazione.